# Iwan Proskurow
Iwan Josifowicz Proskurow, ros. Иван Иосифович Проскуров (ur. 5 lutego?/18 lutego 1907 we wsi Małaja Tokmaczka, zm. 28 października 1941 w Kujbyszewie) – Ukrainiec, radziecki dowódca wojskowy, generał porucznik lotnictwa, szef Razwiedupru – wywiadu Armii Czerwonej (1939–1940), deputowany do Rady Najwyższej ZSRR 1. kadencji (1937–1941), Bohater Związku Radzieckiego (1937).

## Życiorys
Urodził się 18 lutego 1907 we wsi Małaja Tokmaczka na Zaporożu. W 1927 wstąpił do partii komunistycznej WKP(b). Studiował w szkole mechanizacji rolnictwa. W 1931 został powołany do wojska, po czym ukończył wojskową szkołę lotniczą. Od 1934 służył w 89 eskadrze ciężkich bombowców w Monino jako dowódca pododdziału.
Od października 1936 do czerwca 1937 walczył w wojnie domowej w Hiszpanii jako radziecki „doradca wojskowy”, a faktycznie pilot bombowców, latając na francuskich bombowcach Potez 540, a później radzieckich szybkich bombowcach SB-2. Powierzono mu następnie stanowisko dowódcy 1 Międzynarodowej eskadry bombowej. Łączył przy tym funkcje pilota i oficera wywiadu, przeprowadził także kilka akcji werbunkowych w krajach ościennych. Za udział w walkach w Hiszpanii otrzymał 21 czerwca 1937 tytuł Bohatera Związku Radzieckiego (order Złota Gwiazda nr 33) oraz awans na stopień majora. Po powrocie do ZSRR, dowodził 54 Brygadą Bombową w Kijowskim Okręgu Wojskowym, a następnie 2 Armią Lotniczą Specjalnego Przeznaczenia w Woroneżu.
14 kwietnia 1939 zastąpił na stanowisku szefa wywiadu Armii Czerwonej (Razwiedupru) aresztowanego komdiwa Aleksandra Orłowa. Został zastępcą ludowego komisarza obrony ZSRR i wchodził w skład Głównej Rady Wojennej Ludowego Komisariatu Obrony. Otwarcie wypowiadał się przeciwko paktowi ZSRR z III Rzeszą (pakt Ribbentrop-Mołotow), podpisanemu w sierpniu 1939. W czerwcu 1940, wraz z wprowadzeniem stopni generalskich w Armii Czerwonej, otrzymał stopień generała porucznika lotnictwa.
27 lipca 1940 na stanowisku szefa wywiadu wojskowego zastąpił go Filipp Golikow. Iwan Proskurow został dowódcą lotnictwa Frontu Dalekowschodniego, a w październiku zastępcą szefa Sztabu Generalnego do spraw Lotnictwa Bombowego Dalekiego Zasięgu. Tuż przed atakiem Niemiec na ZSRR, 22 czerwca 1941 został odwołany z tego stanowiska pod zarzutem awaryjności w podległych mu pułkach i objął dowództwo sił powietrznych 7 Armii, skoncentrowanej w Karelii.
Był deputowanym do Rady Najwyższej ZSRR 1. kadencji (1937–1941).
27 czerwca 1941 – pięć dni po ataku Niemiec na ZSRR – został aresztowany pod sfingowanymi zarzutami szpiegostwa i udziału w spisku oraz nieprzygotowania radzieckiego lotnictwa do wojny. W śledztwie był torturowany. Wobec postępu wojsk niemieckich został ewakuowany do Kujbyszewa. 28 października 1941 został wraz z grupą wyższych oficerów (trzech z żonami), na polecenie komisarza ludowego NKWD Ławrientija Berii rozstrzelany bez sądu.
11 maja 1954 został zrehabilitowany.

## Ordery i odznaczenia
- Medal „Złota Gwiazda” Bohatera Związku Radzieckiego (21 czerwca 1937)
- Order Lenina (1937)
- Order Czerwonego Sztandaru (1937)
- Order Czerwonej Gwiazdy – dwukrotnie (1936, 1940)
- Medal jubileuszowy „XX lat Robotniczo-Chłopskiej Armii Czerwonej”